# Jelsa, Kroatien
För Jelsa i Rogaland i Norge, se Jelsa, Norge
Jelsa (italienska: Gelsa) är en stad, kommun och turistort på ön Hvar i Kroatien. Staden har 1 734 invånare (2001) och ligger i Split-Dalmatiens län i mellersta Dalmatien.

## Historia
Dagens Jelsa grundades på 1300-talet som en naturlig hamn för den idag icke-existerande staden Pitve. 1331 nämndes staden för första gången i ett skrivet dokument, den så kallade Hvarstatuten.

## Arkitektur
På en höjd strax utanför staden finns befästningen Tor som ursprungligen var en grekisk observationsplats byggd på platsen för ett illyrisk fort. Heliga Marias fort och kyrka (Crkva-tvrđava Svete Marije) uppfördes 1331. Sankt Ivans kyrka och torg från 1600-talet bär stildrag från gotiken, renässansen och barocken. Heliga Roks kyrka (Crkva Svetog Roka) från 1500-talet är uppförd i gotisk och romansk stil.